# 解放日报报业集团
解放日报报业集团（简称解放日报集团）是中华人民共和国上海市一家已不存在的报业集团，也是继文汇新民联合报业集团后，上海第二家成立的报业集团，成立于2000年10月9日。2013年10月28日，解放日报报业集团与文汇新民联合报业集团合并为上海报业集团，同时恢复解放日报社建制。

## 历史与概况
解放日报报业集团成立于2000年10月9日，在上海国际会议中心上海厅宣告成立。它是以中共上海市委机关报《解放日报》为主报组建的报业集团，实行“党委领导下的社长负责制”，首任集团社长、党委书记为贾树枚，末任集团社长、党委书记为尹明华。集团成立后，解放日报社建制撤销。
解放日报报业集团拥有10报、4刊、1个网站（解放网）、1家出版社和1家文艺院团，曾先后被评为“中国十大创新传媒集团”、“十大领军报业”、“十大传媒经营管理案例”、“全国最具竞争力集团”。集团此后又在报业以外的多领域取得一定发展，2005年7月，解放日报报业集团举办首届“文化讲坛”；2009年，由集团担任董事长单位的“上海文化产权交易所”正式挂牌，是经上海市人民政府批准成立的中国首家文化产权交易所；2012年7月，集团与腾讯公司暨《新闻晨报》联合组建的合资公司上海腾闻网络科技有限公司全面负责运营的“腾讯·大申网”正式上线运营。集团还于2010年9月推出“解放报业”移动客户端，提供《解放日报》、《新闻晨报》、《新闻晚报》、《申江服务导报》4份报纸电子版和解放牛网精华内容、“新新闻”即时报道等，集团布局的新媒体项目也被新闻出版总署确定为首批“中国数字报业创新项目”。
集团原总部位于上海市黄浦区汉口路300号解放日报大厦，2011年，解放日报报业集团整体迁入闵行区莘庄镇都市路4855号解放大厦，但汉口路旧楼的发稿平台仍然保留。
2013年10月28日，解放日报报业集团与文汇新民联合报业集团合并为上海报业集团，解放日报报业集团建制由此撤销，同时恢复解放日报社建制。

## 旗下资产
2013年被合并前，解放日报报业集团拥有如下资产：

### 报纸
- 《解放日报》
- 《报刊文摘》
- 《新闻晨报》
- 《新闻晚报》（合并后于2014年1月2日起停刊）
- 《社区晨报》
- 《申江服务导报》（合并后于2018年11月28日起停刊）
- 《上海法治报》
- 《上海学生英文报》
- 《浦东时报》
- 《房地产时报》（2014年7月26日停刊）
- 《i时代报》（合并后于2018年1月17日起停刊）
- 《人才市场报》（已从公司剥离，时间不明）
- 《每日经济新闻》（创刊时与成都日报报业集团（现为成都传媒集团）合办[7]，2008年转由成都传媒集团主办，刊号及邮发代号转至四川[8]）

### 杂志
- 《支部生活》
- 《倡廉文摘》
- 《上海小说》（已停刊，时间不明）
- 《新上海人》（已停刊，时间不明）

### 其他资产
- 新华传媒（上市公司）
- 上海三联书店
- 上海文化产权交易所